# Kapa

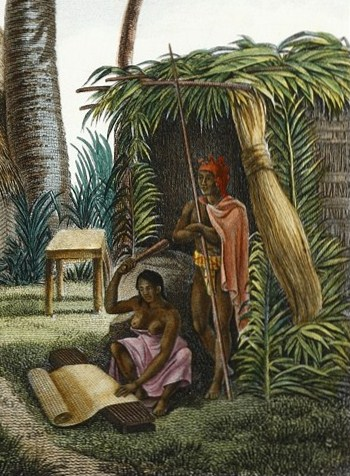
Mujer hawaiana ablandando una pieza de tela kapa. Nótese el característico mazo de cuatro caras que utiliza.

La tela kapa es una tela de corteza típica de Hawái, que se fabrica a partir de la fibra de líber de ciertas especies de árboles y arbustos.

## Descripción y usos
La tela kapa es similar a la tela tapa de otras partes de la Polinesia, pero los métodos empleados en la elaboración de ambos tejidos difieren. No obstante, el tipo de tejido es el mismo en los dos casos (el fonema hawaiano /k/ se corresponde con el fonema /t/ de otras lenguas polinesias, así kapa es la misma palabra que tapa). La tela kapa se basa en la combinación creativa de líneas, que convergen formando triángulos, cuadrados, cabrios y formas diagonales, que le dan un toque de audacia y una apariencia vistosa.
Este tejido se utilizaba para elaborar los malo masculinos (semejantes a un taparrabos) y los pāʻū femeninos (un vestido ajustado al cuerpo). También se elaboraban con kapa unas prendas diseñadas para cubrir los hombros, llamadas kīhei. A la tela kapa se le daban otros muchos usos, los cuales dependían de la casta y el papel de la persona en la antigua sociedad hawaiana.
El kapa moe (ropa de cama fabricada en tela kapa) estaba reservado a la casta dirigente (aliʻi), mientras que las túnicas hechas con tela kapa estaban reservadas a la casta sacerdotal (kāhuna). Por añadidura, se usaba para crear banderas con imágenes impresas de los dioses hawaianos, de las cuales pendían lei (guirnaldas). En la actualidad, la tela kapa ha recobrado su popularidad de antaño: se comercializa como producto artesanal hawaiano tanto para turistas como para los habitantes de las islas.

## Método de fabricación

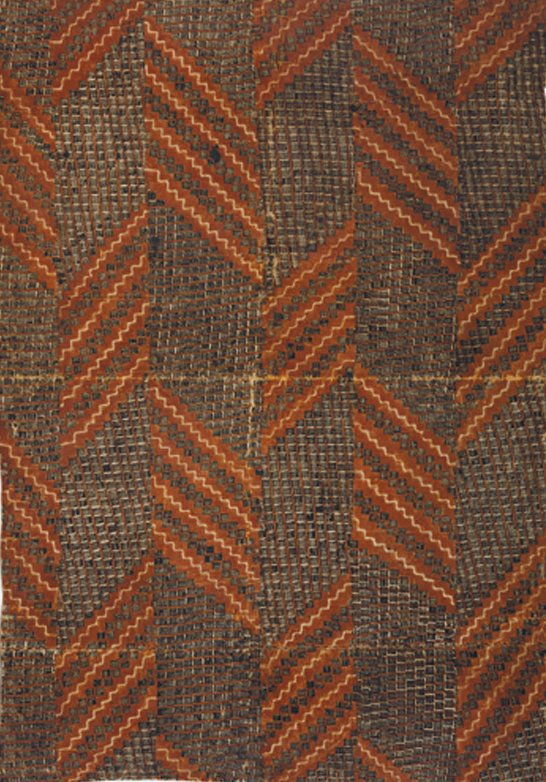
Muestra de tela kapa del en la Universidad Georg-August de Göttingen, Alemania

Los antropólogos culturales determinaron a lo largo del siglo XX que las técnicas de elaboración de la tela kapa provenían exclusivamente de las Islas de Hawái. El wauke (Broussonetia papyrifera) era la fuente preferida de fibra de líber para fabricar esta tela, pero también se hacía con ʻulu (Artocarpus altilis),ōpuhe (Urera spp.), maʻaloa (Neraudia melastomifolia), māmaki (Pipturus albidus), ʻākala (Rubus hawaiensis),ʻākalakala (R. macraei), y hau (Hibiscus tiliaceus). En el siglo XVIII solía fabricarse mediante estriado/acanalamiento: el efecto de estriado se conseguía presionando el tejido humedecido contra los surcos en la superficie de una tabla diseñada para tal fin.
En primer lugar, la corteza del árbol wauke es cortada y sumergida en agua, para reblandecerla y eliminar restos de resina. Luego, la corteza exterior es retirada con una concha marina, y la corteza interior (convenientemente humedecida) es cortada en tiras de grandes dimensiones, depositada sobre una kua kūkū (tabla de piedra pulida) y golpeada con un hōhoa (mazo redondeado), para ablandarla y hacerla maleable. Después de la primera fase de ablandamiento, las tiras de fibra vegetal son transferidas a un recinto sagrado para ser reblandecidas a golpes de nuevo, aunque esta vez el acto de ablandar a mazazos los trozos de tejido tiene un sentido religioso. Cada artesano que elaboraba tela kapa poseía un ʻiʻe kūkū, un mazo de cuatro caras planas, cada una de las cuales estaba tallada de una manera distinta. Otra manera diferente de ablandar esta tela consistía en emplear directamente el mazo de cuatro caras antes mencionado, empezando por el lado más rugoso y áspero del utensilio para quitar la corteza exterior mojada. Entonces, el proceso de reblandecimiento continuaba con los lados tallados en forma de surcos mucho más finos, y por último se repasaba el producto con el lado restante del mazo, completamente pulido. Estos surcos dejaban unas marcas distintivas en cada pedazo de tela kapa, lo que permitía atribuir una pieza determinada al artesano que la fabricó.
Tras el descubrimiento de Hawái por James Cook en 1778, los comerciantes occidentales comenzaron a viajar a las islas con el propósito de adquirir estas telas. Sin embargo, la llegada de los europeos hizo que los nativos entraran en contacto con las telas tejidas con hilo de origen animal (lana) y vegetal (algodón, lino, etc), mucho más fáciles de fabricar, lo que supuso el fin de la elaboración de la tela kapa apenas un siglo después del descubrimiento del archipiélago. Actualmente, se sigue fabricando y vendiendo como producto artesanal, gracias a la recuperación de las técnicas artesanales tradicionales.
Respecto a los artesanos que elaboraban este tejido, la tela kapa casi siempre era fabricada por mujeres: las niñas y mujeres jóvenes aprendían a elaborarla ayudando a sus madres, con el tiempo pasaban a asumir la mayor parte del trabajo, y cuando llegaban a la madurez eran ya capaces de llevar a cabo el proceso por sí mismas.